# Miquel Oliver Bordoy
Miquel Oliver Bordoy (* 13. Juni 1877 in Felanitx; † 18. Mai 1953 ebenda) war ein mallorquinisch-spanischer Heimatforscher.

## Leben
Miquel Oliver Bordoy war der Sohn von Tomàs Bordoy Vidal und der Maria Lluïsa Oliver Fiol, wohnhaft in der Carrer de la Quartera in Felanitx.
Bordoy war 22 Jahre lang Stadtrat und gleichzeitig Stadtarchivar. Zudem war Bordoy Promoter und Herausgeber der zweiten Periode (1912–1919) der Wochenzeitung „La Tradición“, von wo aus er seine carlistischen Ideale verteidigte. Sein bekanntestes Werk ist die „Geschichte der Stadt Felanitx“, Band I, II und III, 1919–1920.
Bordoy führte archäologische Ausgrabungen in der Region Felanitx (sa Mola) durch und bildete mit den gefundenen Gegenständen eine kleine Sammlung, die seit 1968 im Museum der Stiftung Museu Cosme Bauçà in Felanitx hinterlegt ist.
Miquel Oliver Bordoy war mit Catalina Barceló Mora verheiratet und starb am 18. Mai 1953.

## Veröffentlichungen
Alle in Spanisch:
- Berühmte Männer von Felanitx und Schriftsteller von Felanitx, 1902
- Excellenz Dr. Don Bartolomé Obrador y Obrador, 1902
- Geschichte der Kirchengemeinde und dem Kloster Sankt Augustin (Convent de Sant Agustí) in Felanitx, 1903
- Geschichte der Stadt Felanitx, Band I, II und III, 1919–1920
- Ackerbau, Gewerbe und Handel in Felanitx, 1930
- Geschichte des Santuario de Ntra. Senora. de San Salvador in Felanitx, 1934
- Das Deutschland von Felanitx, Geschichte einer Revolution, 1943[3]
- Die Katastrophe von 1844 in Felanitx. Eine gegensätzliche Meinung, 1944
- Steinzeit und Frühgeschichte in Felanitx, 1945
- Familiennamen in Felanitx, kurze Notizen, 1948
- Felanitxer, Miscellen und bekannte Persönlichkeiten, 1950

## Ehrungen
1960 ehrte der Stadtrat von Felanitx Miquel Oliver Bordoy durch Umbenennung einer Straße, damals Torre genannt, und erklärte ihn am 27. August 1972 zum Ehrenbürger.